# Rinsennock
Der Rinsennock ist ein Berg in den Gurktaler Alpen in Österreich. Der Gipfel, ein beliebtes Ziel von Bergtouren, liegt auf 2334 m ü. A. in Kärnten, knapp südlich der Grenze zur Steiermark. Der Rinsennock gehört zur Region Nockberge, südlich und westlich des Bergs liegt der Biosphärenpark Salzburger Lungau und Kärntner Nockberge.
Er ist der höchste Gipfel der Turracher Höhe. Unterhalb des Rinsennocks befindet sich mit dem Kornock (2193 m ü. A.) der Hausberg des Skigebiets. Als Besonderheit befindet sich am Rinsennock mit einem Gletschertopf ein seltenes Relikt aus der Eiszeit.